# Dieppe-sous-Douaumont
Dieppe-sous-Douaumont är en kommun i departementet Meuse i regionen Grand Est (tidigare regionen Lorraine) i nordöstra Frankrike. Kommunen ligger i kantonen Étain som tillhör arrondissementet Verdun. År 2022 hade Dieppe-sous-Douaumont 193 invånare.

## Befolkningsutveckling
Antalet invånare i kommunen Dieppe-sous-Douaumont
| Referens: INSEE |